# قهوه باراکو

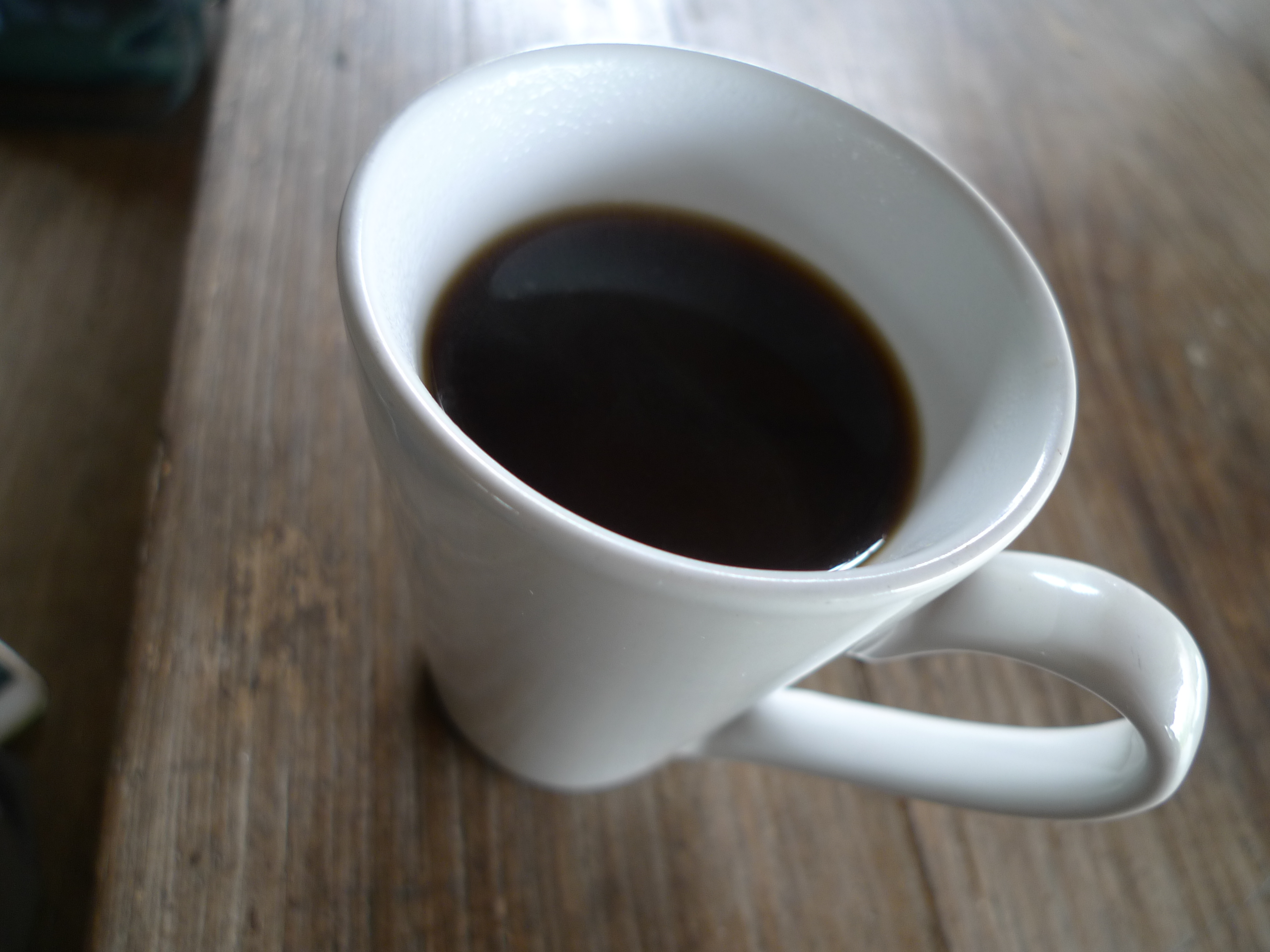
کاپنگ باراکو در تاگایتای، کاویت

قهوه باراکو (اسپانیایی: café varraco or café verraco‎ یا قهوه باتانگاس نیز شناخته می‌شود، یک نوع قهوه است که در فیلیپین، به ویژه در استان‌های باتانگاس و کاویت رشد می‌کند. این نوع قهوه متعلق به گونه قهوه لیبریکا است. این اصطلاح همچنین برای اشاره به تمام قهوه‌هایی که از آن استان‌ها می‌آید استفاده می‌شود. باراکو در زبان فیلیپین به معنای " گل میخ " است و دارای طعم و عطر قوی که یادآور بادیان کوهی است.
برخی از درختان باراکو از بزرگ‌ترین درختان قهوه کشت شده تجاری هستند که رشد تکثیر آن را دشوارتر می‌کند. این گونه به دلیل تولید و تقاضای کم در معرض خطر تلقی می‌شوند.

## تاریخچه
قهوه باراکو در دهه ۱۷۴۰ توسط راهبان اسپانیایی به فیلیپین معرفی شد. در اصل در مناطق پست کوهپایه‌ای لیپا، باتانگاس کاشته می‌شد. از آنجا به سایر مناطق استان گسترش یافت و باتانگاس برای قهوه‌اش در محلی شناخته شد. باراکو همچنین به‌طور تاریخی از دهه ۱۸۶۰ به بعد به سانفرانسیسکو در ایالات متحده و به بخش‌هایی از اروپا صادر می‌شد و قیمت آن پنج برابر قیمت سایر دانه‌های قهوه آسیایی بود. در سال ۱۸۷۶، کشت باراکو به استان همسایه کاویت گسترش یافت.
فیلیپین به یکی از چهار تولیدکننده برتر قهوه در جهان در ۱۸۸۰ تبدیل شد، زیرا آفت زنگ قهوه مزارع را در سراسر جهان ویران کرد. با این حال، در سال ۱۸۸۹، صنعت تولید قهوه در فیلیپین نیز پس از گسترش زنگ قهوه از بین رفت. این امر باعث شد که بیشتر کشاورزان به سمت محصولات دیگر روی بیاورند. اما در آخر فقط چند نهال باراکو زنده مانند که اکثر آنها در شهر کاویت بودند. در اواسط قرن بیستم، تقاضای قهوه بار دیگر افزایش یافت، اما باراکو به دلیل دشواری کشت آن در مقایسه با انواع دیگر قهوه، بازگشتی نداشت. در عوض جهش جدید در تولید قهوه بر ارقام مقاوم در برابر آفت زنگ قهوه وارد شده از ایالات متحده متمرکز شدند.

## شرح دانه

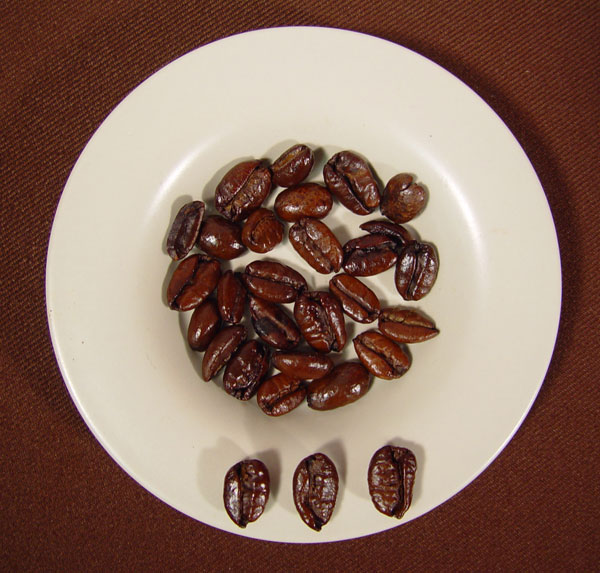
دانه باراکو از میندورو، فیلیپین

شکل دانه لوبیا باراکو از خانواده لیبریکا در میان گونه‌های تجاری دیگر (عربیکا، روبوستا و اکسلسا) منحصر به فرد است، و حالتی به شکل نامتقارن دارد، با یک طرف کوتاهتر از طرف دیگر، همانند «قلاب» مشخصه در نوک. شیار مرکزی نیز در مقایسه با سایر دانه‌های قهوه دندانه‌دارتر است.
درختان باراکو بسیار بلند هستند و به ارتفاع ۲۰ متر (۶۶ فوت) می‌رسند. بیشتر اوقات کشاورزان با استفاده از نردبان مجبور به برداشت می‌شوند.
در آخر اندازه گیلاس، دانه‌ها و برگ‌های باراکو نیز از بزرگ‌ترین انواع قهوه هستند.
گفته می‌شود طعم آن نسبت به روبوستا برتر است و بیشتر قهوه خورهای فیلیپینی باراکو را به عربیکا ترجیح می‌دهند. ترکیبات عربیکا – واراکو و اکسلسا – واراکو محبوب هستند و فنجانی با طیف طعم وسیع‌تر ایجاد می‌کنند. طعمی متمایز و رایحه‌ای قوی دارد که یادآور بادیان کوهی است.

## کشت و حفاظت
باراکو تنها کمتر از ۲ درصد از قهوه تجاری تولید شده را تشکیل می‌دهد. در فیلیپین این نوع قهوه فراوان است و به ندرت صادر می‌شود، زیرا بیشتر تولیدات از مزارع کوچک حاصل می‌شود.
اندازه‌های بزرگ درختان باراکو باعث می‌شود که آن را برای تولید و برداشت نسبت به انواع دیگر قهوه کمتر کارآمد کند، و باعث می‌شود اکثر کشاورزان مدرن از آن دوری کنند و در عوض ارقام ربوستا را پرورش دهند. با این حال، اخیراً علاقه‌ای به احیای و حفظ باراکو وجود دارد، از جمله ترجیحات فزاینده برای آن در کافی‌شاپ‌های محلی فیلیپین.

## نحوه آماده‌سازی
قهوه باراکو با استفاده از دستگاه دم‌آوری قطره‌ای، فرنچ پرس یا با ریختن آب داغ بر روی فیلتر با استفاده از یک تکه پارچه تهیه می‌شود. باراکو به‌طور سنتی سیاه رنگ یا شیرین شده با شکر موسکووادو تهیه می‌شود. باراکو را می‌توان برای تهیه اسپرسو و سایر نوشیدنی‌های مبتنی بر اسپرسو نیز استفاده کرد.